# Arachnopusia
Arachnopusia is een mosdiertjesgeslacht uit de familie van de Arachnopusiidae en de orde Cheilostomatida. De wetenschappelijke naam ervan is in 1888 voor het eerst geldig gepubliceerd door Jullien.

## Soorten
- Arachnopusia acanthoceros (MacGillivray, 1887)
- Arachnopusia admiranda Moyano, 1982
- Arachnopusia ajax Livingstone, 1924
- Arachnopusia aquilina Moyano, 1970
- Arachnopusia areolata Moyano, 1983
- Arachnopusia aviculifera Hayward & Thorpe, 1988
- Arachnopusia columnaris Hayward & Thorpe, 1988
- Arachnopusia corniculata Hayward & Cook, 1983
- Arachnopusia decipiens Hayward & Thorpe, 1988
- Arachnopusia discors Hayward & Thorpe, 1988
- Arachnopusia ferox Hayward & Thorpe, 1988
- Arachnopusia fragilis (Busk, 1884)
- Arachnopusia gigantea (Kluge, 1914)
- Arachnopusia globosa Hayward & Thorpe, 1988
- Arachnopusia haywardi Vieira, Gordon, Souza & Haddad, 2010
- Arachnopusia incernicula Hayward & Winston, 2011
- Arachnopusia inchoata Hayward & Thorpe, 1988

- Arachnopusia kikuchii Sakakura, 1935
- Arachnopusia latiavicularis Moyano, 1970
- Arachnopusia laticella (Canu & Bassler, 1929)
- Arachnopusia monoceros (Busk, 1854)
- Arachnopusia multiporosa De Blauwe & Gordon, 2014
- Arachnopusia paucivanna Moyano, 1991
- Arachnopusia pelvicula Hayward & Winston, 2011
- Arachnopusia perforata (Maplestone, 1909)
- Arachnopusia pusae Marcus, 1955
- Arachnopusia quadralabia Uttley & Bullivant, 1972
- Arachnopusia triarmata Hayward & Thorpe, 1988
- Arachnopusia tristanensis Hayward & Thorpe, 1988
- Arachnopusia tubula Hayward & Thorpe, 1988
- Arachnopusia tumida De Blauwe & Gordon, 2014
- Arachnopusia unicornis (Hutton, 1873)
- Arachnopusia valligera Hayward & Thorpe, 1988

Niet geaccepteerde soorten:
- Arachnopusia aviculifer Hayward & Thorpe, 1988 → Arachnopusia aviculifera Hayward & Thorpe, 1988
- Arachnopusia spathulata (Canu & Bassler, 1929) → Poricella spathulata (Canu & Bassler, 1929)